# 청주 사씨
청주 사씨(靑州 史氏)는 중국 명나라 시대의 예부상서를 지낸 이후, 1372년에 고려로 귀화한 사요(史繇)를 시조로 하며, 중화인민공화국 산둥 성 칭저우를 본으로 삼는, 한국의 성씨 관향이다.
시조 사요(史繇)는 명나라에서 예부상서를 지내다가 그만두고, 1372년(공민왕 21년)에 고려로 귀화하였다. 그의 아들 중(重)이 파주에 살면서 조선 세종 때 경상좌도관찰사를 지냈고, 그 후손이 파주·울진·연기·홍천·함흥·철원·강화 등으로 분파한 것으로 기록되어 있다.

## 연원
사(史)씨는 중국 경조(京兆 : 섬서성 관중도 장안현)에서 계출(系出)된 성씨(姓氏)로 주나라 때 사질(史侄)이라는 벼슬 이름을 따서 사(史)씨가 되었다고 한다.
중국 산동성 청주(靑州) 출신인 사요(史繇)가 명나라 개국공신으로 예부상서에 올랐으나, 반역을 도모하였다는 모함을 받자 아들 형제 중 장남 사중(史重)을 데리고 1372년(공민왕 21)에 고려로 망명하여 경기도 파주군 월롱면(月籠面) 위전리(葦田里)에 정착한 것이 시초가 된다. 2000년 인구는 7,486명이다.
한편 청주 사씨의 분파인 청송 사씨(靑松 史氏)는 청주 사씨의 시조 사요(史繇)가 고려에 건너올 때 중국에 두고 온 둘째 아들 사직(史直)의 8세손인 사세용(史世用)이 정유재란(丁酉再亂) 때 명나라 원군으로 출정했다가 난이 평정된 후 조선에 귀화하여 경상북도 청송에 터를 잡아, 본관을 청송으로 칭관(稱貫)해 왔다. 2000년 인구는 251명이다.

## 참고 자료
- “사씨(史氏) 본관(本貫) 청주(靑州)입니다.”. 《한국족보출판사》. 2022년 9월 24일에 원본 문서에서 보존된 문서.